# 上諏訪駅

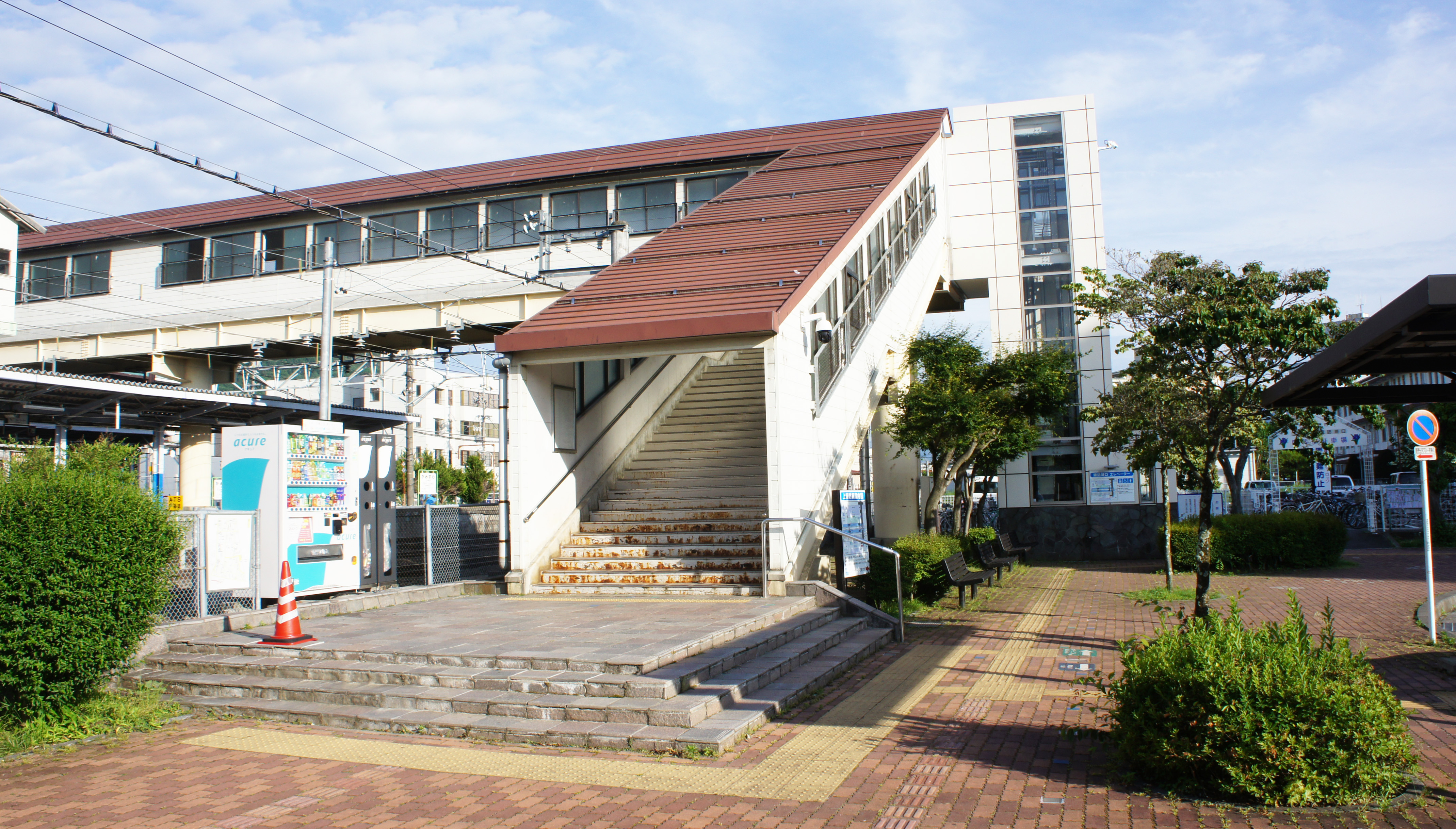
西口（2021年6月）

上諏訪駅（かみすわえき）は、長野県諏訪市諏訪一丁目にある、東日本旅客鉄道（JR東日本）中央本線の駅である。 営業キロで東京駅から 200 kmを超える中央本線最初の駅である。

## 概要
諏訪市内に存在する唯一の駅で、観光の拠点として機能している。
東京方面から来た場合、山岳地帯を走り終え、眼下に諏訪湖を眺められるようになると当駅に到着する。諏訪湖観光はもとより、霧ヶ峰高原・高島城の最寄り駅ともなっており、また駅周辺には上諏訪温泉が湧出し温泉宿が軒を連ねることから、多くの観光客が訪れる。当駅の1番線ホームにも足湯があり、列車を眺めながら浸かることができる（後述）。毎年夏には諏訪湖畔で諏訪湖祭湖上花火大会・全国新作花火競技大会が行われ、当日は臨時改札口も設けられ多くの人で混雑する。このように多くの観光の拠点となっていることから、当駅を経由するすべての旅客列車が停車していたが、2019年（平成31年）3月ダイヤ改正から2022年（令和4年）3月ダイヤ改正まで、上下1本ずつの「あずさ」が通過していた。
中央本線（中央東線）の単線区間中にある。駅西口には、2013年（平成25年）3月まで松本運輸区上諏訪支区が置かれており、中央本線の運転上の拠点となっている。標高は約761.9メートルで、諏訪湖畔にある上諏訪駅・下諏訪駅・岡谷駅の3駅中では最も低い。茅野方向は単線だが、途中にある普門寺信号場から複線になっている
当駅の名前は開業当時の町名・上諏訪町に由来する。1941年（昭和16年）に豊田村・四賀村と合併して現在の諏訪市となったが、合併前の名残で駅名は当時の町名のままとなっている。

## 歴史
古くは上諏訪機関区が設置され、蒸気機関車の石炭・水などの補給が行われた。

### 年表
- 1905年（明治38年）11月25日：鉄道院中央本線 富士見駅・岡谷駅間開通と同時に開業[3]。旅客および貨物の取り扱いを開始[3]。
- 1949年（昭和24年）6月1日：日本国有鉄道に移管[5]。
- 1950年（昭和25年）3月：現駅舎が完成[6]。
- 1967年（昭和42年）8月17日：みどりの窓口を設置。
- 1984年（昭和59年）1月15日：貨物の取り扱いを廃止[3]。
- 1986年（昭和61年）
  - 8月8日：1番線ホームに上諏訪温泉を引き込み、露天風呂を開湯[2][7]。
  - 11月1日：荷物の扱いを廃止[3]。
- 1987年（昭和62年）4月1日：国鉄分割民営化に伴い、JR東日本の駅となる[3][8]。
- 1992年（平成4年）4月：自由通路が完成[新聞 1]。
- 1995年（平成7年）11月：1番線ホームの露天風呂を拡張[9][10]。
- 2002年（平成14年）7月9日：温泉を足湯に改装オープン[11][報道 3]。
- 2004年（平成16年）3月12日：駅構内にエレベーター2基が設置される[新聞 2]。
- 2005年（平成17年）3月23日：自動改札機を導入。
- 2014年（平成26年）4月1日：ICカード「Suica」の利用が可能となる[報道 4]。東京近郊区間に編入される[報道 4]。
- 2018年（平成30年）9月29日：びゅうプラザの営業を終了[12][報道 5]。
- 2019年（平成31年）3月16日：ダイヤ改正に伴い、上下1本ずつの「あずさ」が通過するようになる[報道 1]。
- 2022年（令和4年）
  - 3月12日：ダイヤ改正に伴い、上下1本ずつ当駅を通過していた「あずさ」が停車するようになり、再び全特急停車駅に戻る[報道 2]。
  - 9月13日：改札外待合室内に駅ナカシェアオフィス「STATION WORK」のテレワークブース「STATION BOOTH」が開業[報道 6]。
  - 9月30日：みどりの窓口の営業を終了[4]。
  - 10月1日：話せる指定席券売機を導入[4]。
- 2023年（令和5年）7月15日：ジェイアールバステックが駅構内でレンタサイクルを開始[13]。
- 2025年（令和7年）2月：駅番号にCO 57を設定[報道 7]。

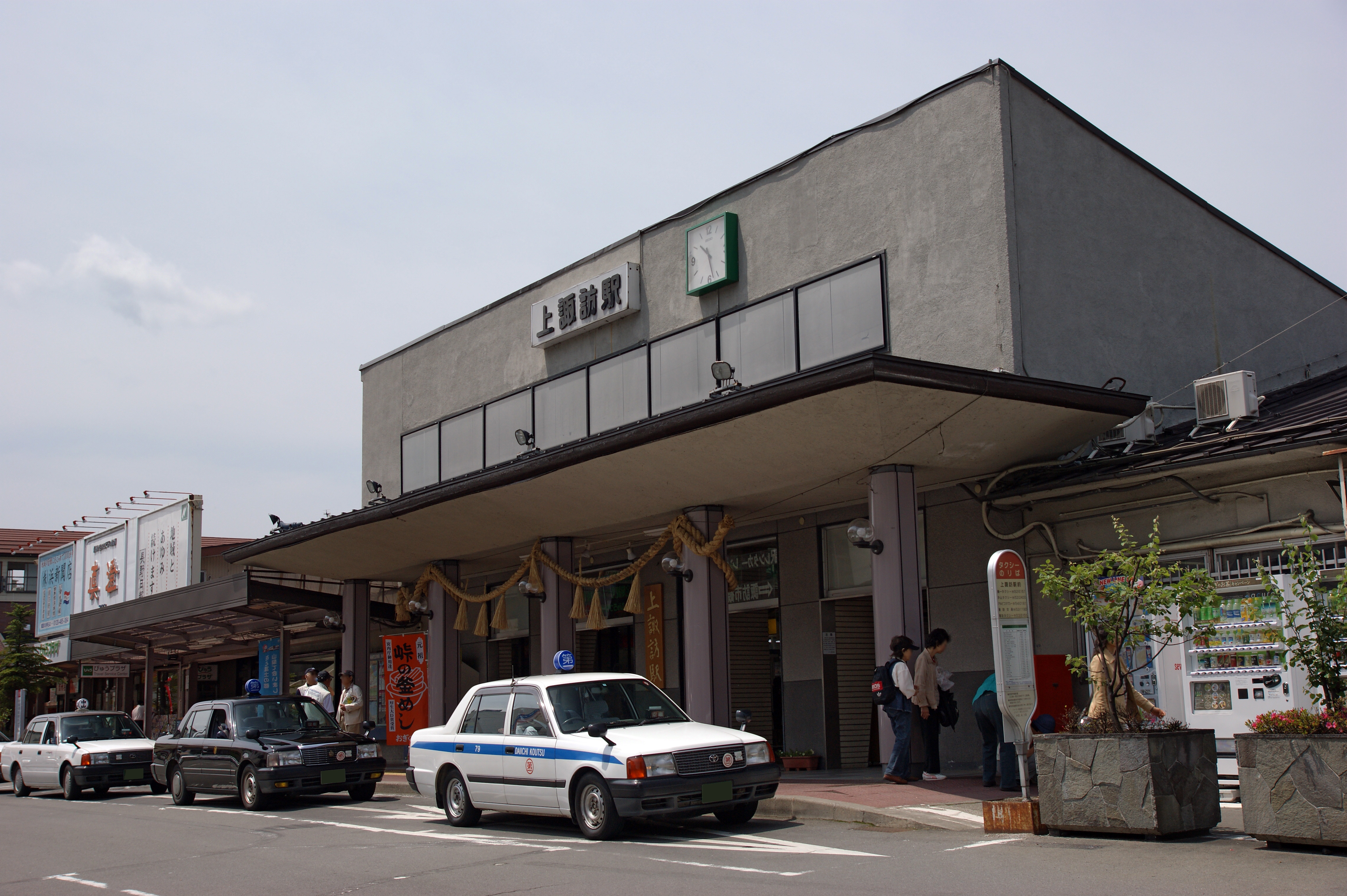
旧駅舎（2008年6月）

## 駅構造
駅舎に接して単式ホーム1面1線、その奥に島式ホーム1面2線、計2面3線を有する地上駅である。駅舎は国道20号沿いにあり、東口（愛称「霧ヶ峰口」）改札を有する。西口（愛称「諏訪湖口」）は改札がないが、花火大会などの際には3番線および側線の線路上を横断する形で通路を仮設し、臨時の改札が設けられる（この間、3番線は使用休止）。西口と東口の連絡のため、国道20号の横断歩道橋を兼ねた自由通路が駅舎外にあり、エレベーターが設置されている。
駅舎は1950年（昭和25年）完成の2階建てで、数度の改修を経て使用されている。駅としての機能は1階部分に集まっている。また、改札口につながる1番線ホームと2・3番線ホームとを結ぶ跨線橋が2本があり、下諏訪寄りの跨線橋にはエレベーターが設置されている。
改札口には自動改札機（Suica利用可）が設置されている。改札の外には、自動券売機、指定席券売機、話せる指定席券売機、待合室が設置されている。コンコースの待合室脇には「NewDays MINI」がある。駅舎内待合室は、かつては「タリーズコーヒー」とつながっていた。2019年（令和元年）5月には、観光案内所と地域土産店が一体化した「観光拠点」が開業した。なお、当駅名物の足湯は1番線ホーム上の下諏訪寄りにある（足湯についての詳細は後述）。
3番線を利用し、特急列車と普通列車の間で緩急接続がとられる。
かつては「上諏訪機関区」が置かれ、蒸気機関車の基地となっていたため、その名残で構内が広い。中央本線や飯田線から乗り入れる一部の普通列車・快速列車の始発・終着駅となっており、3本の側線が夜間滞泊などの車両留置に使われている。車両の入換は、入換用の線路長の関係で、茅野駅方で6両、下諏訪駅方で4両までの編成に制限される。茅野駅方では踏切を横切るために、自動車・歩行者などの交通を遮断する必要があるが、下諏訪方では踏切を通らないため、交通に支障は出ない。

### のりば
| 番線 | 路線     | 方向 | 行先                   | 備考            |
| ---- | -------- | ---- | ---------------------- | --------------- |
| 1    | 中央本線 | 上り | 小淵沢・甲府・新宿方面 | 一部列車は3番線 |
| 2・3 | 中央本線 | 下り | 塩尻・松本・長野方面   |                 |

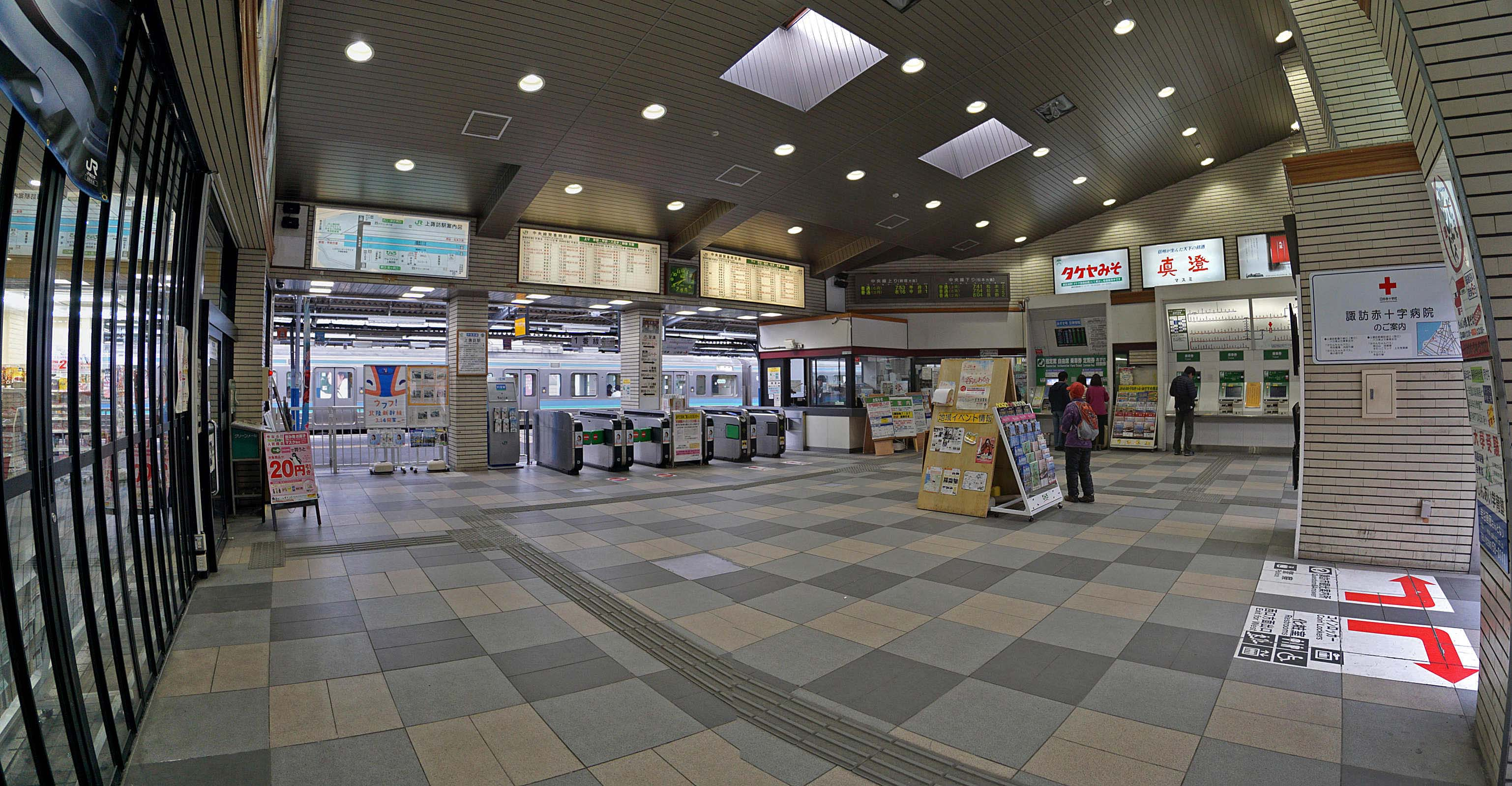
駅舎内部、改札口（2015年3月）
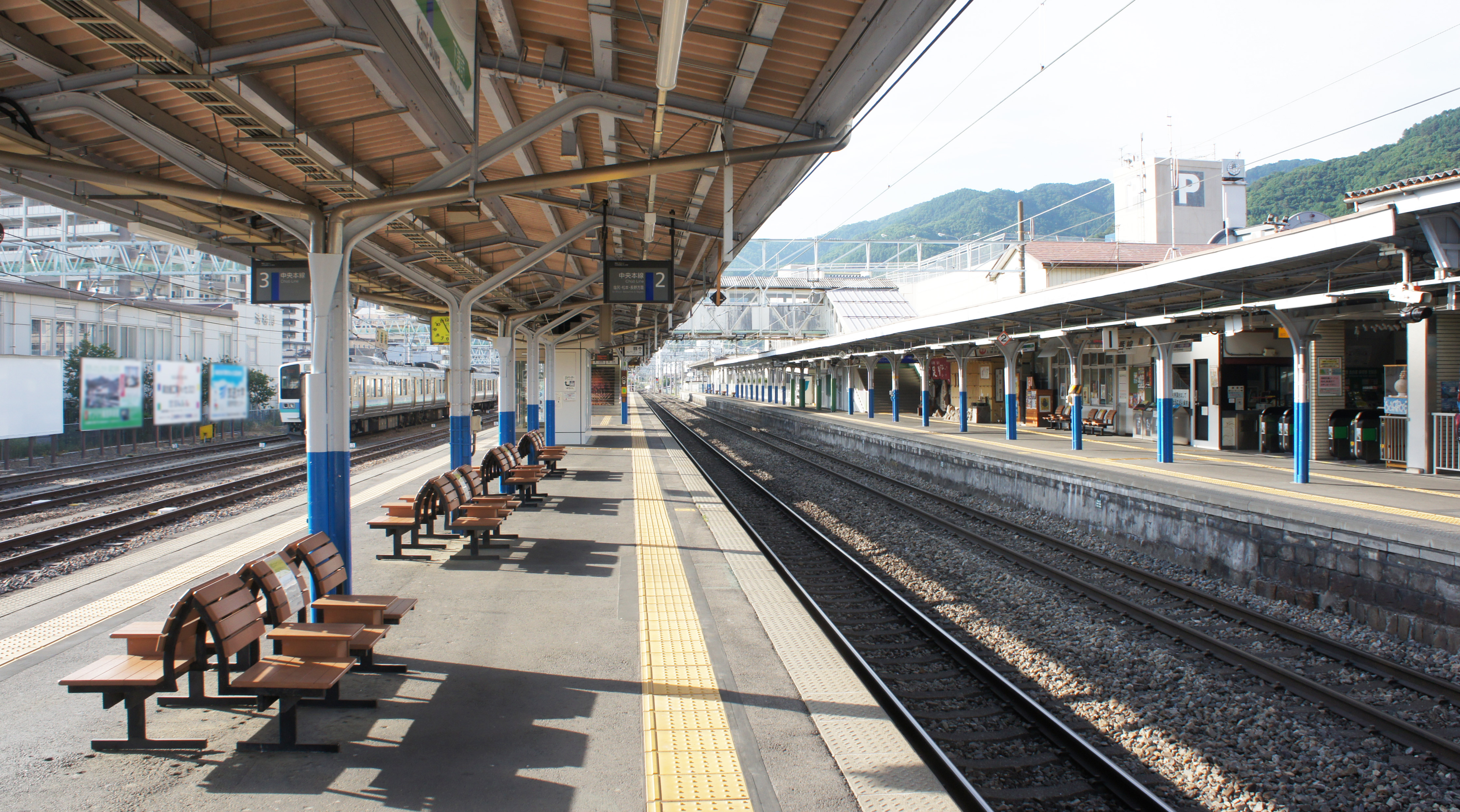
ホーム（2021年6月）

### 足湯
1番線ホーム脇には上諏訪温泉を利用した足湯がひかれている。
もともと当駅には、温泉を利用した温泉洗面所が設けられていたが、1985年（昭和60年）に入り、当時の国鉄長野鉄道管理局が前年に大分県の市町村で始まった「一村一品運動」に倣い、市町村のシンボルを駅に設置する「一駅一名物」運動を展開したことを受け、当時の駅長の発案により露天風呂形式の公衆浴場をホームに設置することとなった。露天風呂は、賛同した商工会議所をはじめとする地元有志による「上諏訪駅に露天風呂をつくる会」の結成、市民からの寄付を経て、1986年（昭和61年）8月8日に開湯した。開湯当時は朝6時から夜20時まで入ることができ、上諏訪駅で有効な乗車券類や入場券を購入することで入湯が可能であった。
この露天風呂は1995年（平成7年）11月には手狭になった浴槽や脱衣所、洗い場の拡張が行われるなどの改修が行われて供用されていたが、2002年（平成14年）には露天風呂の形式をとりやめて、足湯に改装された。現在でも、当駅で有効な乗車券類や入場券を所持していれば利用できる。

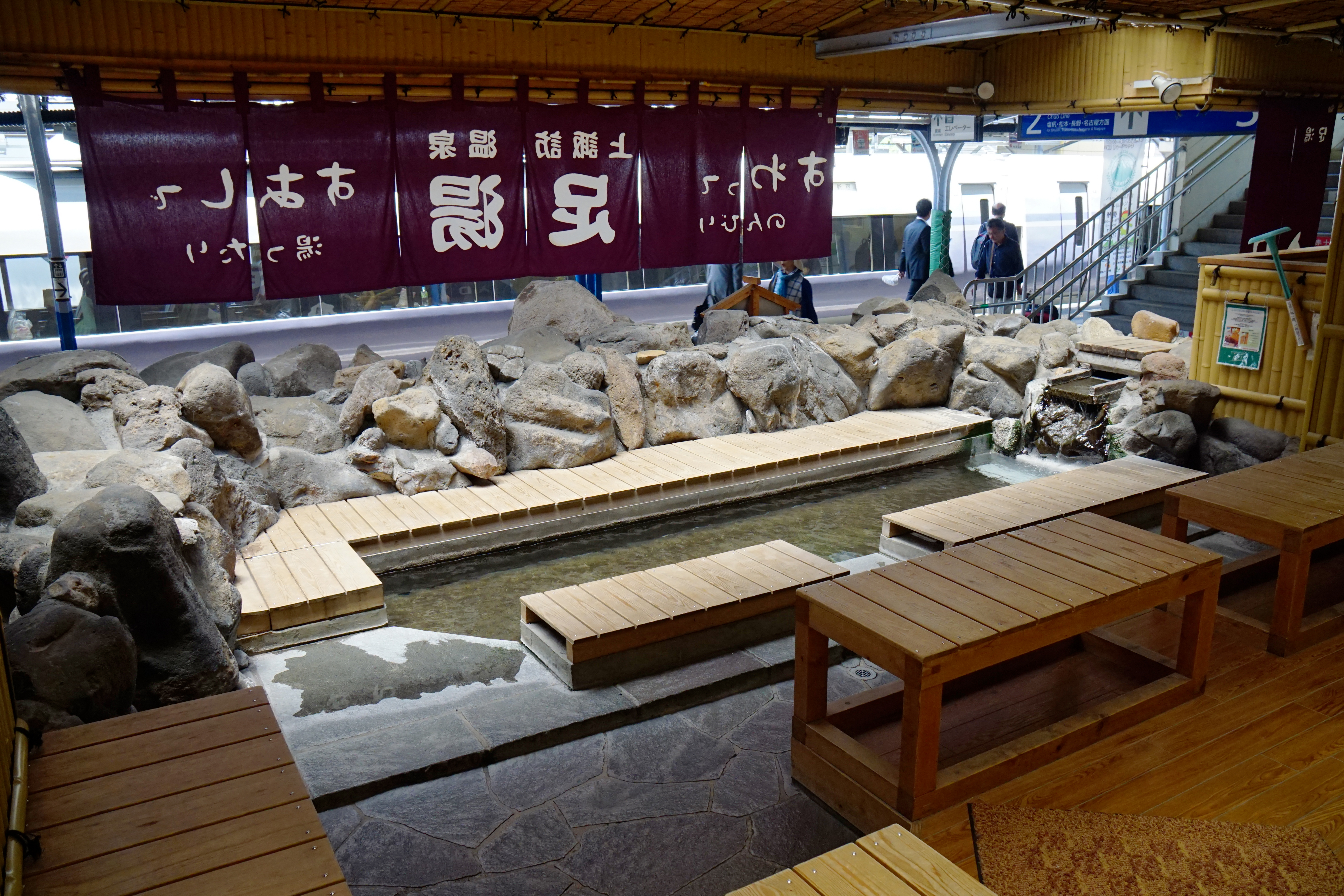
プラットホームにある足湯
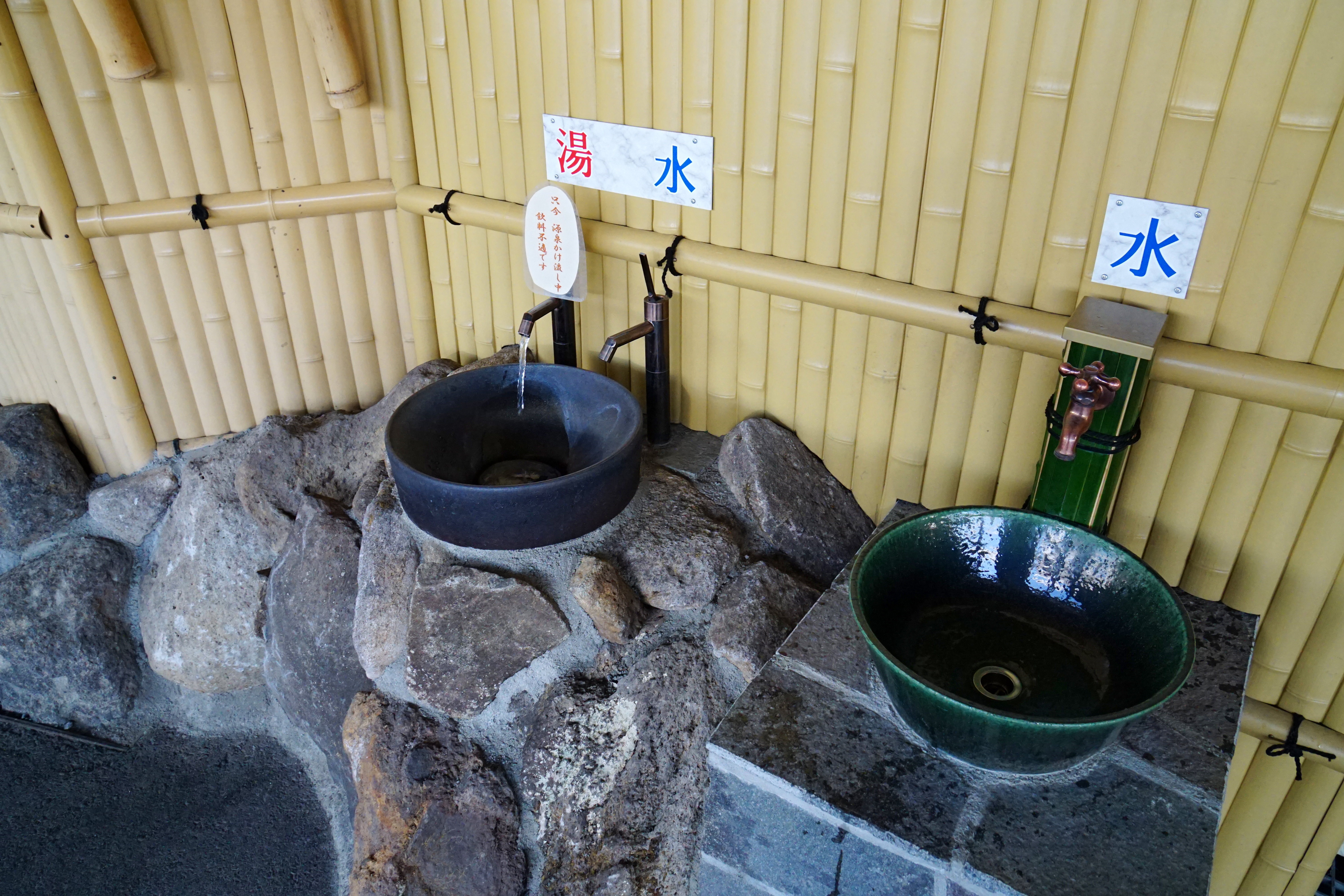
プラットホームにある手湯

## 利用状況
JR東日本によると、2023年度（令和5年度）の1日平均乗車人員は3,829人である。
長野県内では長野駅・松本駅・篠ノ井駅・塩尻駅に次いで第5位の乗車人員で、長野県内では比較的利用客が多い駅である。
朝夕は、市内のセイコーエプソンなどの企業や、松本・塩尻方面の企業などへの通勤、市内外の学校へ通学する学生などが、日中は特急列車と普通電車の緩急接続がとられる時間帯は乗り換えの利用がそれぞれある。休日の日中は、諏訪湖・霧ヶ峰・上諏訪温泉および周囲にある美術館・博物館を中心とした観光目的の利用が多いほか、毎年8月15日の諏訪湖祭湖上花火大会および9月第一週の全国新作花火競技大会開催日はホームやコンコースが人であふれかえり、当駅では普段見ることのできない混雑となる。
なお、2000年度（平成12年度）以降の推移は以下のとおりである。
| 1日平均乗車人員推移 | 1日平均乗車人員推移 | 1日平均乗車人員推移 | 1日平均乗車人員推移 | 1日平均乗車人員推移   |
| 年度                | 定期外              | 定期                | 合計                | 出典                  |
| ------------------- | ------------------- | ------------------- | ------------------- | --------------------- |
| 2000年（平成12年）  |                     |                     | 4,742               | [ 利用客数 2 ]        |
| 2001年（平成13年）  |                     |                     | 4,639               | [ 利用客数 3 ]        |
| 2002年（平成14年）  |                     |                     | 4,695               | [ 利用客数 4 ]        |
| 2003年（平成15年）  |                     |                     | 4,617               | [ 利用客数 5 ]        |
| 2004年（平成16年）  |                     |                     | 4,632               | [ 利用客数 6 ]        |
| 2005年（平成17年）  |                     |                     | 4,598               | [ 利用客数 7 ]        |
| 2006年（平成18年）  |                     |                     | 4,412               | [ 利用客数 8 ]        |
| 2007年（平成19年）  |                     |                     | 4,412               | [ 2 ] [ 利用客数 9 ]  |
| 2008年（平成20年）  |                     |                     | 4,405               | [ 利用客数 10 ]       |
| 2009年（平成21年）  |                     |                     | 4,366               | [ 2 ] [ 利用客数 11 ] |
| 2010年（平成22年）  |                     |                     | 4,320               | [ 利用客数 12 ]       |
| 2011年（平成23年）  |                     |                     | 4,190               | [ 利用客数 13 ]       |
| 2012年（平成24年）  | 1,511               | 2,773               | 4,285               | [ 利用客数 14 ]       |
| 2013年（平成25年）  | 1,465               | 2,765               | 4,230               | [ 利用客数 15 ]       |
| 2014年（平成26年）  | 1,473               | 2,671               | 4,144               | [ 利用客数 16 ]       |
| 2015年（平成27年）  | 1,518               | 2,820               | 4,339               | [ 利用客数 17 ]       |
| 2016年（平成28年）  | 1,572               | 2,815               | 4,388               | [ 利用客数 18 ]       |
| 2017年（平成29年）  | 1,541               | 2,825               | 4,367               | [ 利用客数 19 ]       |
| 2018年（平成30年）  | 1,548               | 2,845               | 4,393               | [ 利用客数 20 ]       |
| 2019年（令和元年）  | 1,449               | 2,819               | 4,269               | [ 利用客数 21 ]       |
| 2020年（令和02年）  | 654                 | 2,707               | 3,361               | [ 利用客数 22 ]       |
| 2021年（令和03年）  | 725                 | 2,539               | 3,264               | [ 利用客数 23 ]       |
| 2022年（令和04年）  | 995                 | 2,583               | 3,578               | [ 利用客数 24 ]       |
| 2023年（令和05年）  | 1,238               | 2,591               | 3,829               | [ 利用客数 1 ]        |

## 駅周辺
当駅は、諏訪湖・霧ヶ峰観光の拠点となっており、観光シーズンには霧ヶ峰高原や車山高原などへの路線バスが運行されている。諏訪湖周辺の観光施設はバス（スワンバス）または徒歩による観光が可能である。なお、諏訪大社上社・白樺湖・蓼科高原への観光は隣の茅野駅が比較的利便性が高い。周辺は上諏訪温泉の湧出地であり、近辺には温泉宿が多く立地し、諏訪五蔵を筆頭に酒蔵も多い。
2006年（平成18年）9月から、国土交通省長野国道事務所によって、国道20号の無電柱化事業（ - 2009年度〈平成21年度〉）が行われることに伴って、1956年（昭和31年）から建設が始まったJR上諏訪駅前商店街（国道20号沿い）のアーケードが撤去され、ファサードの改修および歩道の拡張工事が始まった。「レトロといやしのまち」をコンセプトに、開放的で明るい商店街を目指している。
国道20号を横切る踏切（第3甲州街道踏切）が駅の北側にあり、慢性的な渋滞の原因となっている。高架による連続立体交差事業の計画もあったが、この計画は国交付金の採択基準に満たないことから一時凍結されている。

### 東口（霧ヶ峰口）
送迎者駐車場、タクシー乗り場、屋根付きのバス待合所、観光案内所、交番、立体駐車場、立体駐輪場、レンタサイクル（ジェイアールバステック）などがある。線路と並行している国道20号を挟んで、アーク諏訪がある。

#### 周辺施設
- 諏訪郵便局
- 長野地方裁判所諏訪支部
- 長野家庭裁判所諏訪支部
- 諏訪簡易裁判所
- 三井住友銀行諏訪支店
- 諏訪信用金庫上諏訪支店

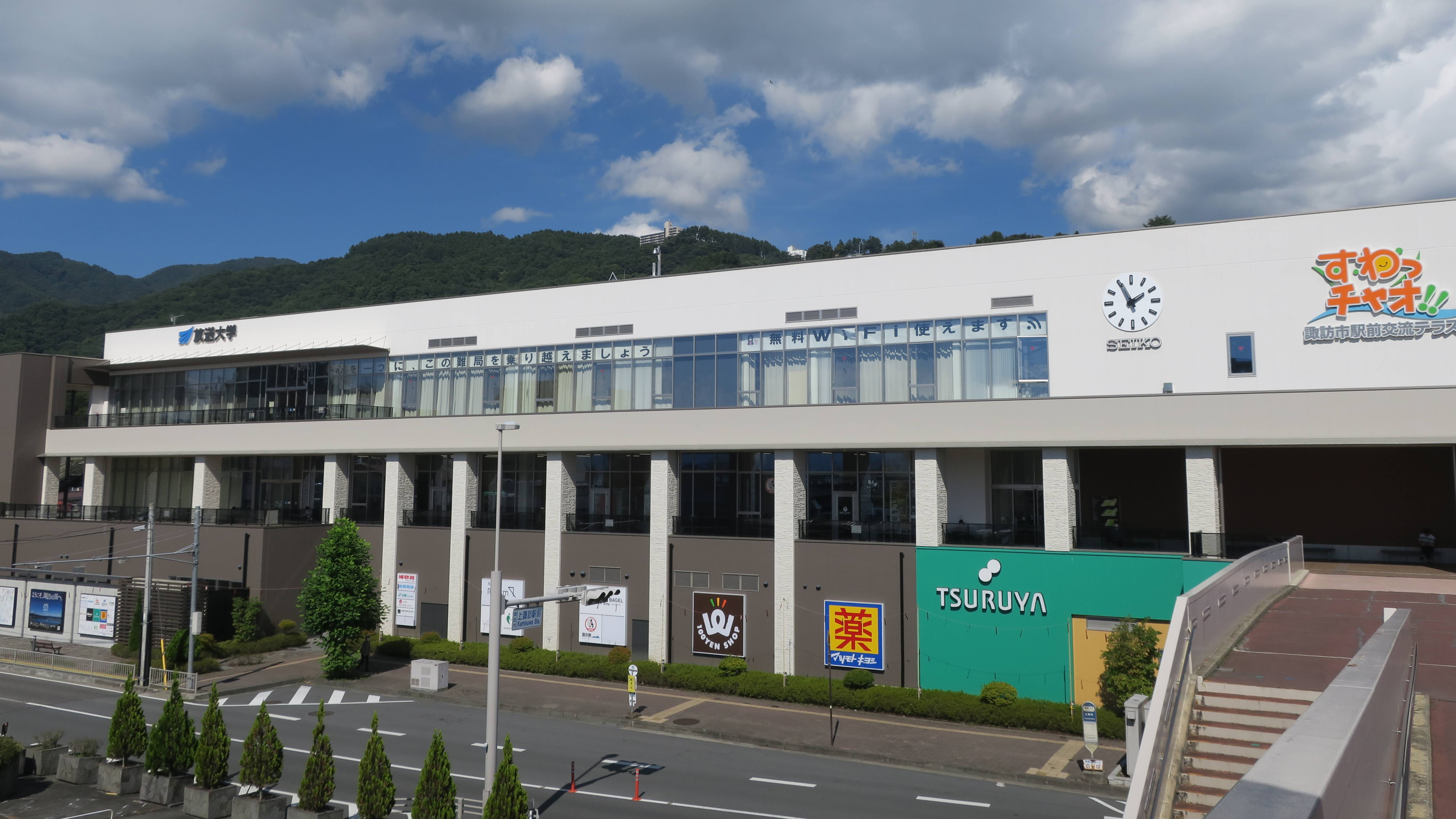
アーク諏訪

- アーク諏訪 - まるみつ百貨店とスワプラザの跡地再開発による複合商業施設で、核テナントはツルヤ。
- 上諏訪中学校
- 上諏訪小学校（旧・高島小学校）
- 高島藩主諏訪家墓所（温泉寺）
- 手長神社

### 西口（諏訪湖口）
西口へは東西自由通路を利用して東口方面と行き来する。こちら側は、ロータリーになっており、送迎者駐車場、タクシー乗り場、駐輪場（屋根無し）、屋根付きのバス待合所および停留所がある。また、駐輪場脇にはパークアンドライド駐車場がある。

#### 周辺施設
- 高島城公園
- 諏訪湖畔公園
- 間欠泉センター
- 片倉館
- 諏訪市役所[2]
- 諏訪市文化センター
- 諏訪市図書館
- 諏訪市美術館
- くらすわ
- 長野銀行上諏訪支店
- セイコーエプソン本社
- 竹屋本社（「タケヤみそ」）

## バス路線

### 東口
路線バスのバス停は駅を出て右手、国道20号の両脇にある。高速バスのバス停は国道20号を横断したところにある。ほとんどの路線バスはアルピコ交通 諏訪支社による運行である。2024年（令和6年）9月16日までは駅舎北側に上諏訪駅前総合案内所があった。
- 茅野・上諏訪・下諏訪・岡谷線（アルピコ交通、平日のみ）
- かりんちゃんバス
  - 市内循環内回り線
  - すわライナー線
  - かりんちゃん子バス 大和四賀線
- 高速バス
  - 中央高速バス 諏訪・岡谷線：バスタ新宿（新宿駅）行き（アルピコ交通・京王バス・山梨交通・富士急行・JRバス関東）
  - アルペン諏訪号：大阪行き（アルピコ交通諏訪・アルピコ交通大阪）

かつては松本電鉄バス諏訪線が松本バスターミナルから国道19号および20号を経由して当駅の少し先、上諏訪清水町まで、JRバス関東諏訪線も岡谷駅から上諏訪清水町まで走っていたが、ともに廃止された。

### 西口
駅西ロータリーから発着している。
- 霧ヶ峰線（季節運行）（アルピコ交通）
- 有賀・上社統合線（アルピコ交通）
- かりんちゃんバス
  - 市内循環外回り線
  - 東山線
  - すわ外周線
- スワンバス
  - 内回り線
  - 外回り線

## イベント
2012年（平成24年）より、冬期間限定で駅舎のイルミネーションの点灯が実施されている。装飾は、諏訪湖や御神渡りをイメージしたものが用いられている。

## 隣の駅
東日本旅客鉄道（JR東日本）
 中央本線
- 特急「あずさ」停車駅

□快速
上諏訪駅 (CO 57)  - 下諏訪駅 (CO 58)
■普通
茅野駅 (CO 56) - （普門寺信号場） - 上諏訪駅 (CO 57) - 下諏訪駅 (CO 58)

### 記事本文